# Kato Kleines
Kato Kleines  este un oraș în Grecia în prefectura Florina.